# The Sound of Perseverance
The Sound of Perseverance er det syvende album af det amerikanske dødsmetal-band Death, som blev udgivet den 15. september 1998 gennem Nuclear Blast.
Albummets stil ligger længere mod progressiv metal end nogle andre af Deaths tidligere værker, hvilket var en tendens der allerede begyndte på Human, og har siden bare bevæget sig længere i den retning. Den gennemsnitlige sanglængde ligger på seks minutter. Dette var også gennembruddet for den senere radiostjerne Richard Christy.
Albummet indeholder den sjældne "Voice of the Soul", en utrolig melankolsk sang sammenlignet med nogle andre numre af bandet. Death fik til dato kun produceret to instrumentale numre (den anden "Cosmic Sea" fra Human). The Sound of Perseverance indeholder også en coverversion af Judas Priests "Painkiller", som viser Schuldiner, der skubber sin stemmes grænser, ved en blanding af sin egen stil og Rob Halfords, og i slutningen af sangen bruger han for første gang skønsang. 
"Spirit Crusher" blev albummets single, og der blev tilmed lavet en musikvideo optaget live. 

## Spor
- Alle sangene er skrevet af Chuck Schuldiner, medmindre andet er noteret

1. "Scavenger of Human Sorrow" – 6:54
2. "Bite the Pain" – 4:29
3. "Spirit Crusher" – 6:44
4. "Story to Tell" – 6:34
5. "Flesh and the Power It Holds" – 8:25
6. "Voice of the Soul" – 3:42 (Instrumental)
7. "To Forgive Is to Suffer" – 5:55
8. "A Moment of Clarity" – 7:22
9. "Painkiller" (Judas Priest cover; Downing, Halford, Tipton) – 6:03